# Petar Musa
Petar Musa (Zagabria, 4 marzo 1998) è un calciatore croato, attaccante del FC Dallas e della nazionale croata.

## Carriera

### Club
Il 25 agosto 2021 viene ceduto in prestito con diritto di riscatto tra le file del Boavista.
Il 20 maggio 2022 viene acquistato dal Benfica.

### Nazionale
Il 25 marzo 2023 esordisce con la nazionale maggiore nel pareggio per 1-1 contro il Galles subentrando a Marko Livaja nella ripresa.

## Statistiche

### Presenze e reti nei club
Statistiche aggiornate al 20 ottobre 2024.
| Stagione              | Squadra               | Campionato            | Campionato | Campionato | Coppe nazionali | Coppe nazionali | Coppe nazionali | Coppe continentali | Coppe continentali | Coppe continentali | Altre coppe | Altre coppe | Altre coppe | Totale | Totale |
| Stagione              | Squadra               | Comp                  | Pres       | Reti       | Comp            | Pres            | Reti            | Comp               | Pres               | Reti               | Comp        | Pres        | Reti        | Pres   | Reti   |
| --------------------- | --------------------- | --------------------- | ---------- | ---------- | --------------- | --------------- | --------------- | ------------------ | ------------------ | ------------------ | ----------- | ----------- | ----------- | ------ | ------ |
| 2015-2016             | NK Zagabria           | 1. HNL                | 6          | 0          | CC              | -               | -               | -                  | -                  | -                  | -           | -           | -           | 6      | 0      |
| 2017-2018             | Zizkov                | 2L                    | 20         | 5          | CRC             | 1               | 1               | -                  | -                  | -                  | -           | -           | -           | 21     | 6      |
| 2018-gen. 2019        | Zizkov                | 2L                    | 14         | 6          | CRC             | 1               | 0               | -                  | -                  | -                  | -           | -           | -           | 15     | 6      |
| Totale Zizkov         | Totale Zizkov         | Totale Zizkov         | 34         | 11         |                 | 2               | 1               |                    |                    |                    |             | -           | -           | 36     | 12     |
| gen.-giu. 2019        | Slovan Liberec        | 1L                    | 10         | 0          | CRC             | 1               | 0               | -                  | -                  | -                  | -           | -           | -           | 11     | 0      |
| 2019-gen. 2020        | Slovan Liberec        | 1L                    | 17         | 7          | CRC             | 3               | 1               | -                  | -                  | -                  | -           | -           | -           | 20     | 8      |
| Totale Slovan Liberec | Totale Slovan Liberec | Totale Slovan Liberec | 27         | 7          |                 | 4               | 1               |                    |                    |                    |             | -           | -           | 31     | 8      |
| gen.-giu. 2020        | Slavia Praga          | 1L                    | 14         | 7          | -               | -               | -               | -                  | -                  | -                  | -           | -           | -           | 14     | 7      |
| 2020-feb. 2021        | Slavia Praga          | 1L                    | 14         | 4          | CRC             | 1               | 0               | UCL+UEL            | 2+4                | 0+0                | -           | -           | -           | 21     | 4      |
| feb.-ago. 2021        | Union Berlino         | BL                    | 14         | 1          | -               | -               | -               | -                  | -                  | -                  | -           | -           | -           | 14     | 1      |
| ago. 2021             | Slavia Praga          | 1L                    | 2          | 0          | -               | -               | -               | UCL                | 2                  | 0                  | -           | -           | -           | 4      | 0      |
| Totale Slavia Praga   | Totale Slavia Praga   | Totale Slavia Praga   | 30         | 11         |                 | 1               | 0               |                    | 8                  | 0                  |             | -           | -           | 40     | 11     |
| ago. 2021-2022        | Boavista              | PL                    | 27         | 11         | CP+CdL          | 1+3             | 0+1             | -                  | -                  | -                  | -           | -           | -           | 31     | 12     |
| 2022-2023             | Benfica               | PL                    | 30         | 7          | CP+CdL          | 2+3             | 1+1             | UCL                | 5                  | 1                  | -           | -           | -           | 40     | 10     |
| 2023-feb. 2024        | Benfica               | PL                    | 14         | 5          | CP+CdL          | 3+1             | 1+0             | UCL                | 6                  | 0                  | SP          | 1           | 1           | 25     | 7      |
| Totale Benfica        | Totale Benfica        | Totale Benfica        | 44         | 12         |                 | 9               | 3               |                    | 11                 | 1                  |             | 1           | 1           | 65     | 17     |
| 2024                  | FC Dallas             | MLS                   | 30         | 16         | USOC            | 2               | 1               | LC                 | 2                  | 0                  | -           | -           | -           | 34     | 17     |
| Totale carriera       | Totale carriera       | Totale carriera       | 212        | 68         |                 | 22              | 7               |                    | 21                 | 1                  |             | 1           | 1           | 256    | 77     |

### Cronologia presenze e reti in nazionale
| Cronologia completa delle presenze e delle reti in nazionale ― Croazia | Cronologia completa delle presenze e delle reti in nazionale ― Croazia | Cronologia completa delle presenze e delle reti in nazionale ― Croazia | Cronologia completa delle presenze e delle reti in nazionale ― Croazia | Cronologia completa delle presenze e delle reti in nazionale ― Croazia | Cronologia completa delle presenze e delle reti in nazionale ― Croazia | Cronologia completa delle presenze e delle reti in nazionale ― Croazia | Cronologia completa delle presenze e delle reti in nazionale ― Croazia |
| Data                                                                   | Città                                                                  | In casa                                                                | Risultato                                                              | Ospiti                                                                 | Competizione                                                           | Reti                                                                   | Note                                                                   |
| ---------------------------------------------------------------------- | ---------------------------------------------------------------------- | ---------------------------------------------------------------------- | ---------------------------------------------------------------------- | ---------------------------------------------------------------------- | ---------------------------------------------------------------------- | ---------------------------------------------------------------------- | ---------------------------------------------------------------------- |
| 25-3-2023                                                              | Spalato                                                                | Croazia                                                                | 1 – 1                                                                  | Galles                                                                 | Qual. Euro 2024                                                        | -                                                                      | 53’                                                                    |
| 28-3-2023                                                              | Bursa                                                                  | Turchia                                                                | 0 – 2                                                                  | Croazia                                                                | Qual. Euro 2024                                                        | -                                                                      | 84’                                                                    |
| 8-9-2023                                                               | Fiume                                                                  | Croazia                                                                | 5 – 0                                                                  | Lettonia                                                               | Qual. Euro 2024                                                        | -                                                                      | 67’                                                                    |
| 11-9-2023                                                              | Erevan                                                                 | Armenia                                                                | 0 – 1                                                                  | Croazia                                                                | Qual. Euro 2024                                                        | -                                                                      | 84’                                                                    |
| 12-10-2023                                                             | Osijek                                                                 | Croazia                                                                | 0 – 1                                                                  | Turchia                                                                | Qual. Euro 2024                                                        | -                                                                      | 62’                                                                    |
| 15-10-2023                                                             | Cardiff                                                                | Galles                                                                 | 2 – 1                                                                  | Croazia                                                                | Qual. Euro 2024                                                        | -                                                                      | 46’                                                                    |
| Totale                                                                 |                                                                        | Presenze                                                               | 6                                                                      |                                                                        | Reti                                                                   | 0                                                                      |                                                                        |

## Palmarès

### Club
- Campionato ceco: 1

Slavia Praga: 2019-2020
- Campionato portoghese: 1

Benfica: 2022-2023
- Supercoppa di Portogallo: 1

Benfica: 2023

### Individuale
- Capocannoniere della 1. liga: 1

2019-2020 (14 gol)